# Laminacauda propinqua
Laminacauda propinqua é uma espécie de aranhas araneomorfas da família Linyphiidae encontrada na Arquipélago Juan Fernández. Esta espécie foi descrita pela primeira vez em 1991, pelo biólogo Millidge.